# Eduard Kehlmann
Eduard Kehlmann (* 15. Dezember 1882 in Zawale, Galizien, Österreich-Ungarn; † 25. September 1955 in Wien) war ein österreichischer Schriftsteller des Expressionismus.

## Leben
Eduard Kehlmann wurde als Sohn jüdischer Eltern geboren, ließ sich aber taufen. Er wurde Ingenieur und arbeitete als Beamter des Post- und Telegrafenwesens in Wien. Nebenher betätigte er sich literarisch. Seine Familie überlebte die Zeit des Nationalsozialismus in Österreich durch Bestechung und Dokumentenfälschung, indem sich Eduard Kehlmann gemäß nationalsozialistischer Diktion als sogenannter Halbjude deklarieren ließ.
Eduard Kehlmann ist der Vater des Regisseurs Michael Kehlmann sowie Großvater des Schriftstellers Daniel Kehlmann.

## Werke
- Der Roman des Herrn Franziskus Höndl, S.Fischer Verlag, 1912[3]
- Von Pauli bis Palmarum, Roman, Berlin, Rowohlt Verlag, 1921
- Drehbuch zum Stummfilm Lucifer, nach einer Geschichte von Grete Urbanitzky, Österreich 1921